# Sajansko gorovje
Sajansko gorovje (mongolsko Соёны нуруу, Soyonii nuruu; staroturško 𐰚𐰇𐰏𐰢𐰤, latinizirano: Kögmen) je gorovje v južni Sibiriji, ki se razteza čez jugovzhodno Rusijo (Burjatija, Irkutska oblast, Krasnojarski okraj, Tuva in Hakasija) in severno Mongolijo. Pred hitro širitvijo Ruskega cesarstva je gorovje služilo kot meja med mongolsko in rusko kulturo ter kulturnimi vplivi.
Visokogorski vrhovi Sajanskega gorovja in hladna jezera jugozahodno od Tuve prispevajo pritoke, ki se združijo v eno glavnih sibirskih rek, reko Jenisej, ki teče proti severu več kot 3400 kilometrov do Arktičnega oceana. To je zaščiteno in izolirano območje, ki ga je Sovjetska zveza zaprla od leta 1944.

## Geografija

### Zahodni Sajan
Na 92° vzhodno zemljepisne širine Zahodni Sajanski sistem prebada reka Ulug-Khem (rusko Улуг-Хем) ali Zgornji Jenisej, na 106° pa se na svojem vzhodnem koncu konča nad kotanjo doline Selenga-Orhon. Razteza se skoraj pravokotno na Zahodni Sajan v dolžini 650 km v približno severovzhodni/jugozahodni smeri med gorovjem Šapšal v Vzhodnem Altaju na zahodu in gorovjem Abakan v Kuznješkem Alatauu na vzhodu. Z mongolske planote je vzpon večinoma nežen, z ravnic Sibirije pa veliko strmejši. Gorovje vključuje številna stranska gorovja alpskega značaja, kot so gorovja Aradan, Borus, Oj, Kulumis, Mirski, Kurtušibin, Ujuk, Šešpir-Tajga, Ergak-Targak-Tajga, Kedran in Nazarovski. Najpomembnejši vrhovi so vrh Kizlasov (2969 m), vrh Aradanski (2456 m), vrh Bedelig Golec (2492 m), Samzhir (2402 m), Borus (2318 m) in vrh Zvezdni (2265 m).
Med prelomom Jeniseja in jezerom Khövsgöl na 100° 30' vzhodne zemljepisne širine se sistem imenuje tudi Jerghik-tajga. Rastlinstvo je na splošno redko, čeprav so višje ležeče gozdove macesna, bora, brina, breze in jelše, z rododendroni in vrstami češmina in rebra. Lišaji in mahovi prekrivajo številne skale, ki so raztresene po zgornjih pobočjih.

### Vzhodni Sajan
Vzhodni Sajan se razteza skoraj pravokotno na Zahodni Sajan v dolžini 1000 km v smeri severozahod/jugovzhod, od Jeniseja do Angarske verige. Nekatera pogorja na severozahodu tvorijo sistem Belih gora (Белогорье) ali Belki, kot so Manskoje Belogorje, Kanskoje Belogorje, Kuturčinskoje Belogorje, pa tudi Agul Belki (Агульские Белки), s trajnim snegom na vrhovih. V osrednjem delu, proti zgornjemu toku rek Kazir in Kizir, več grebenov, kot je Križinska veriga, tvori skupek, ki se zaključi z 2982 m visokim vrhom Grandiozni, najvišjo točko v Krasnojarskem okraju.
Na jugovzhodu se dvigajo najvišja in najbolj oddaljena pogorja, vključno z gorovjem Bolšoj Sajan in Kropotkin, ter gorovja tipa Golci, kot so Tunka Golci, Kitoj Golci, Botogolski Golci in druga. Najvišja točka Vzhodnega Sajana, pa tudi najvišja točka celotnega sistema Sajanov, 3491 m visoka gora Munku-Sardik, je v istoimenskem gorovju na tem območju. 2939 m visok Pik Tofalarija je najvišja točka Irkutske oblasti. Gore Vzhodnega Sajana imajo značilne alpske reliefne oblike. Na splošno reke, ki tečejo iz gorovij, tvorijo soteske in na tem območju je veliko slapov.

## Ledena doba
Na tem območju, kjer so trenutno le majhni ledeniki v krnici, so se v času ledenikov ti spuščali s 3492 m visokega masiva Munku-Sardik, ki leži zahodno od Bajkalskega jezera, in z 12.100 km2 velike, popolnoma poledenele granitno-gnajsne planote (2300 m nadmorske višine) Vzhodnosajanskih gora ter z vzhodno povezanih vrhov Tunkinske doline, visokih 2600–3110 m, in se združili s približno 30 km širokim matičnim ledenikom. Njegov ledeniški jezik, ki je tekel proti vzhodu do Bajkalskega jezera, se je končal na 500 m nadmorske višine (51°48’28.98"N/103°0’29.86"E). Gorovje Khamar Daban je bilo prekrito z obsežno ledeno kapo, ki je zapolnjevala relief doline.
Z vrhov dolin, npr. zgornja dolina Slujanke (51°32’N/103°37’E), pa tudi skozi vzporedne doline, kot je dolina Snirsdaja, so izhodni ledeniki tekli proti severu do Bajkalskega jezera. Izhodni ledenik doline Snirsdaja se je med drugimi izhodnimi ledeniki odlomil na približno 400 m nadmorske višine v Bajkalsko jezero (51°27’N/104°51’E). Ledeniška (würmska ledena doba = zadnja ledeniška doba = MIS 2) snežna meja (ELA) kot višinska meja med območjem hranjenja ledenikov in ablacijskim območjem je v teh gorah potekala med 1450 in 1250 m nadmorske višine. To ustreza znižanju snežne meje 1500 m glede na trenutno višino snežne meje. Ob primerljivem razmerju padavin bi lahko zaradi tega prišlo do ledeniškega znižanja povprečne letne temperature od 7,5 do 9 °C za zadnjo ledeno dobo v primerjavi z današnjo.

## Izvor reje severnih jelenov
Po mnenju Sev'yana I. Vainshteina je sajanska reja severnih jelenov, kot so jo zgodovinsko izvajali Evenki, »najstarejša oblika reje severnih jelenov in je povezana z najzgodnejšo udomačitvijo severnih jelenov s strani samojedske tajge v Sajanskih gorah na prelomu prvega tisočletja našega štetja«.
Sajanska regija je bila očitno izvor gospodarskega in kulturnega kompleksa lovcev in pastirjev severnih jelenov, ki ga danes vidimo med različnimi evenškimi skupinami in ljudstvi območja Sajanov.
Predniki sodobnih evenških skupin so naseljevali območja, ki mejijo na Sajansko gorovje in zelo verjetno je, da so sodelovali v procesu udomačitve severnih jelenov skupaj s samojedskim prebivalstvom. Lokalne avtohtone skupine, ki so ohranile svoj tradicionalni način življenja, danes živijo skoraj izključno na območju vzhodnih Sajanskih gora. Vendar pa so lokalne skupnosti reje severnih jelenov močno prizadele rusifikacija in sovjetizacija, pri čemer so mnogi Evenki izgubili svoj tradicionalni način življenja, skupine, kot sta Mator in Kamas so bila popolnoma asimilirana.
Po mnenju Juhe Janhunena in drugih jezikoslovcev je domovina uralskih jezikov v južno-osrednji Sibiriji v regiji Sajanskih gora. Medtem turkolog Peter Benjamin Golden umešča prototurško praočestvo v južno tajgo-stepsko cono regije Sajansko-Altaj. Druga možnost je, da je protourška domovina dlje proti zahodu (npr. v regiji Volga-Kama), medtem ko je prototurška domovina dlje proti vzhodu (npr. »na južnem obrobju [severnega evrazijskega zelenega pasu] v severovzhodni Aziji ... blizu vzhodne Mongolije«).

## Znanost
Sajanski sončni observatorij je v teh gorah (51°37′18″N 100°55′07″E) na nadmorski višini 2000 metrov.